# باب دوار (سياسة)
في السياسة، «الباب الدوار» هو انتقال الشخص بين أدوار المشرعين والمنظمين والصناعات المتأثرة بالتشريع والتنظيم. وفي بعض الحالات، يتم تنفيذ الأدوار بالتتابع، ولكن في حالات معينة، قد يتم تنفيذها في نفس الوقت. ويقول المحللون السياسيون إنه يمكن أن تتطور علاقة غير جيدة بين القطاع الخاص والحكومة، اعتمادًا على منح امتيازات متبادلة على حساب الأمة، ويمكن أن يؤدي ذلك إلى حالة من السيطرة التنظيمية.

## نظرة عامة

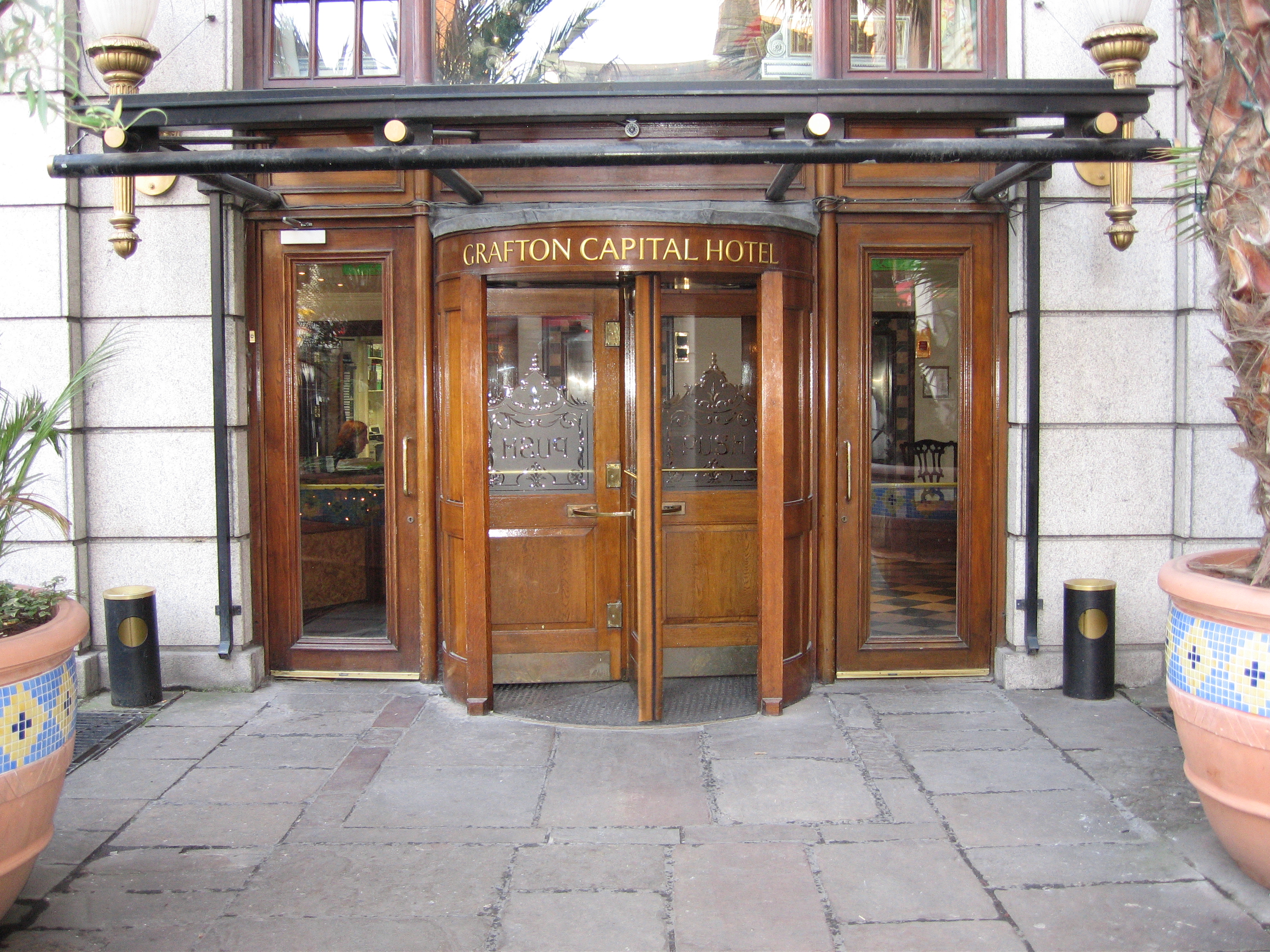
تم استخدام استعارة الباب الدوار لوصف الأشخاص الذين يبدلون مناصبهم، من العمل كواضعي قوانين إلى المشاركة في جماعات الضغط السياسي، والعكس بالعكس.

تقوم الحكومة بتوظيف الحرفيين الصناعيين من أجل خبرتهم في القطاع الخاص وتأثيرهم في المؤسسات التي تحاول الحكومة تنظيمها أو ممارسة الأعمال معها ومن أجل الحصول على الدعم السياسي (التبرعات والموافقات) من المؤسسات الخاصة.
وتقوم الصناعة، بدورها، بتعيين أشخاص كانوا يحتلون مناصب حكومية للتمكن من الوصول بشكل شخصي إلى المسئولين الحكوميين، ومن أجل السعي وراء الحصول على تشريعات / لوائح في صالحها، بالإضافة إلى الحصول على التعاقدات الحكومية مقابل عروض التوظيف التي تمنح رواتب ضخمة، ناهيك عن الحصول على معلومات داخلية حول ما يجري في الحكومة.
وتتأثر الصناعة التي تقوم بتشكيل الضغوط السياسية بشكل خاص بمفهومين من مفاهيم الباب الدوار، حيث أن الأصل الرئيسي لجماعات تكوين الضغوط السياسية هو الحصول على التعاقدات مع مسئولين حكوميين والتأثير عليهم. ويعد هذا المناخ الصناعي جاذبًا للمسئولين الحكوميين السابقين. كما يمكن أن يعني ذلك توفير مكافآت مالية ضخمة لمؤسسات تكوين الضغوط السياسية والمشروعات والتعاقدات الحكومية بمئات الملايين لأولئك الذين يمثلونهم.

## نطاقات الاختصاص
تختلف اللوائح التي تتعلق بهذه الظاهرة وأمور الضغط السياسي ذات الصلة وتمويل الأطراف السياسيين بشكل كبير في مختلف أرجاء العالم. وفيما يلي تفاصيل تتعلق ببعض نطاقات الاختصاص المحدودة:-

### أستراليا
في أستراليا، يمثل ذلك الأمر مصدرًا ضخمًا للجدل العام حيث أن العديد من قادة الولايات أصبحوا مستشارين خاصين للشركات. ولا يوجد أي تشريع ضد سياسة الباب الدوار تلك في أستراليا.

### فرنسا
هناك قانون في القانون الجنائي الفرنسي يحكم انتقال المسئولين العموم بين القطاعين العام والخاص، وهو يفرض الانتظار لمدة ثلاث سنوات بين العمل في الحكومة وقبول أي وظيفة في القطاع الخاص.

### هونغ كونغ
أدى تعيين ليونغ تشين مان كمدير تنفيذي لشركة نيو وورلد تشاينا لاند (New World China Land) في عام 2008 إلى إثارة قدر كبير من الجدل. وقد كان ليونغ يعمل من قبل كموظف مدني كبير وموظف إداري مسئول عن الأراضي. وقد أدى تعيينه كمدير تنفيذي في شركة فرعية تابعة تعمل في مجال تطوير الأراضي إلى ظهور ادعاءات بتعارض المصالح وتأخير المصالح. وقد قدم استقالته بعد أسبوعين، وقام المجلس التشريعي بعمل تحقيقات على مدار عام في هذا الأمر.

### اليابان
لقد تمت الإشارة إلى أن الممارسة المؤسسية التي تقضي بتعيين الموظفين البيروقراطيين المتقاعدين في مناصب ريادية في الصناعات التي كانوا يقومون بتنظيمها، والتي يطلق عليها اسم أماكوداري (Amakudari)، لها تأثير يوحي بالفساد في الحكومة. وفي أبريل من عام 2007، تم إصدار قانون للتخلص التدريجي من الأماكوداري لمنع الوزارات من محاولة تعيين الموظفين البيروقراطيين في المجال الصناعي في عام 2009. ومع ذلك، أدى هذا القانون كذلك إلى إزالة الحظر الذي كان يفرض لمدة عامين، والذي كان يمنع على المسئولين المحالين إلى التقاعد من تولي الوظائف في الشركات التي كانوا يتعاملون معها بشكل رسمي أثناء السنوات الخمس قبل التقاعد.

### المملكة المتحدة
يتم الإشراف على تنقل الموظفين المدنيين والوزراء الحكوميين إلى الأدوار التجارية من خلال اللجنة الإشرافية على التوظيف التجاري (ACOBA)، إلا أن هذه الهيئة ليست كيانًا تشريعيًا وليس لها إلا سلطات استشارية. وقد جدد برنامج برقيات القناة الرابعة «كابس فور هايز»، والذي كانت يتم بثه في بدايات عام 2010، والذي أظهر أن العديد من أعضاء البرلمان الحاليين في وقتها والوزراء السابقين يعرضون تأثيرهم واتصالاتهم في محاولة للفوز بمناصب تنطوي على ضغط سياسي، المخاوف فيما يتعلق بهذا الأمر. وقد دعا تقرير صادر عن منظمة الشفافية الدولية في المملكة المتحدة حول الموضوع، والذي تم نشره في مايو 2011، إلى استبدال اللجنة الإشرافية على التوظيف التجاري واستخدام كيان تشريعي له سلطات أكبر من أجل تنظيم عمليات توظيف الوزراء والعاملين السابقين في المجال الحكومي الملكي. كما أشار كذلك إلى أن اللجنة يجب أن تمثل المجتمع بشكل أكبر.

### الولايات المتحدة
«بموجب القانون الحالي، يجب أن ينتظر المسئولون الحكوميون الذي يقومون باتخاذ قرارات بالتعاقد لمدة عام قبل الانضمام إلى مقاول عسكري أو، إذا كانوا يرغبون في الانتقال بشكل فوري، يمكنهم البدء في العمل في شركة أو في فرع لا يتعلق بعملهم الحكومي. ومن بين الثغرات الضخمة أن هذه القيود لا تسري على العديد من واضعي السياسات الكبار...، والذين يمكنهم الانضمام إلى الشركات أو إلى مجالس الشركات بدون الانتظار.» 
ومن أمثلة الأفراد الذين انتقلوا بين المناصب بتلك الطريقة في المجالات الحساسة ديك تشيني (التعاقد العسكري)، وليندا فيشر (المبيدات الحشرية والتكنولوجيا الحيوية) وفيليب بيري (الأمن القومي) وبات تومي ودان كوتس ومفوض لجنة الاتصالات الفيدرالية (FCC) السابق ميريديث أتويل بيكر (جماعات الضغط السياسي في الاعلام). وقد ترك النائب الكبير في مجلس النواب الأمريكي عن الحزب الديمقراطي ديك جيفارديت منصبه في الكونغرس لكي يصبح من مؤيدي الضغوط السياسية وقد فازت وكالة تجميع الضغوط السياسية الخاصة به التي يطلق عليها اسم مجموعة جيفارديت للشئون الحكومية بما يصل إلى 7 ملايين دولار في شكل عائدات في عام 2010 من العملاء، بما في ذلك غولدما ساكس وبوينغ وفيزا إنك وأميرين كوربوريشن وويت مانجمينتس إنك.

## وصلات خارجية
- Revolving Door database at Opensecrets.org searchable database
- Revolving Doors in the UK Defence Industry UNICORN article - www.againstcorruption.org/
- Revolving door between the US Government and Industry Government officials who now work at IFPMA, PhRMA, or law firms and lobbying firms that represent the pharmaceutical industry
- Revolving Door at Project on Government Oversight
- Revolving Door Congress Members data from First Street

### الفيديو
- Dispatches - Politicians for Hire - Channel 4 - Dispatches documentary on lobbying in the UK